# Ganjlik (metropolitana di Baku)
Ganjlik è una stazione della Linea 1 della Metropolitana di Baku.
È stata inaugurata il 6 novembre 1967.